# Ginásio Aveirense

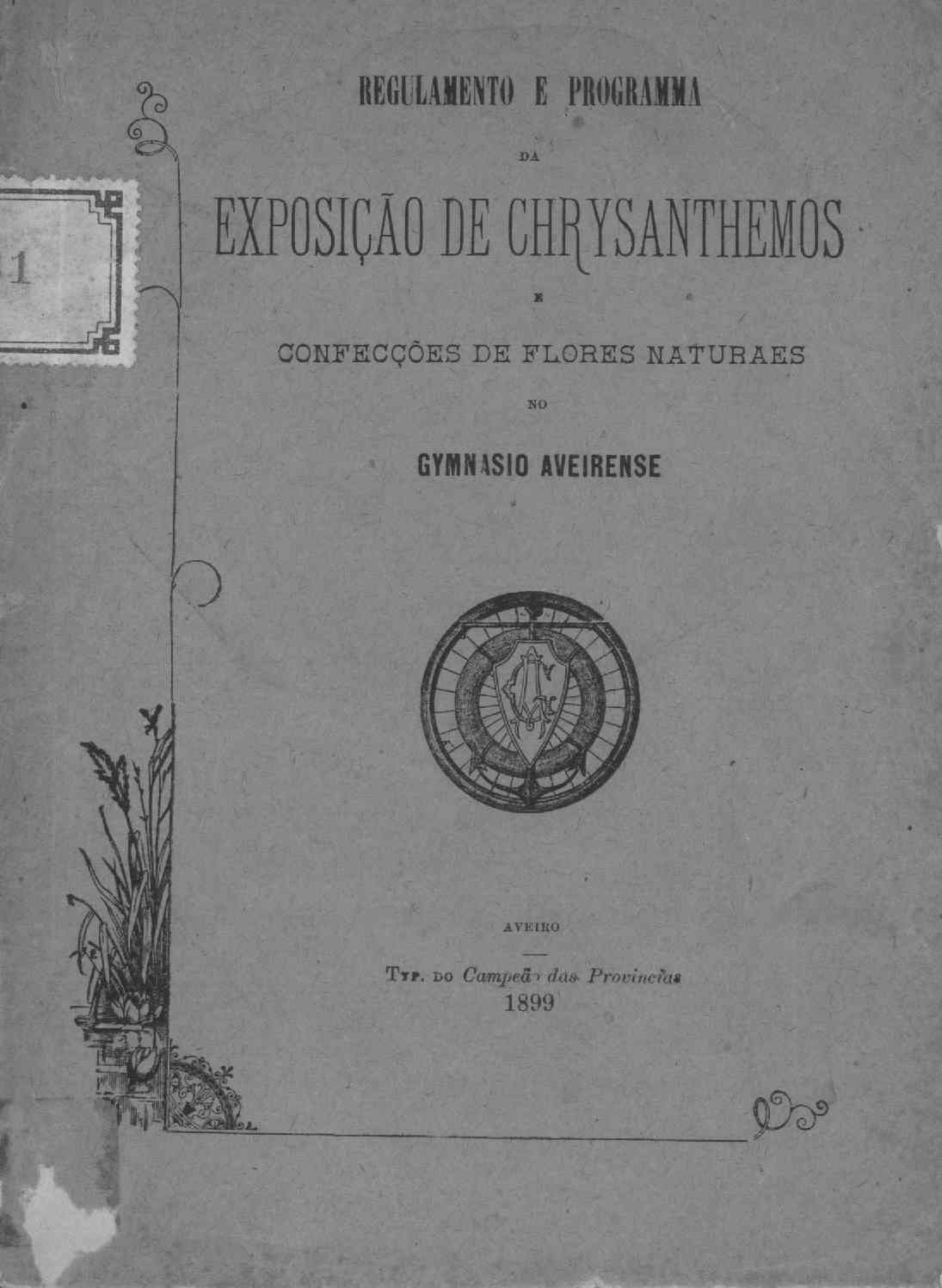
Capa do regulamento de uma exposição de crisântemos organizada pelo clube em 1899 exibindo o logotipo do mesmo.

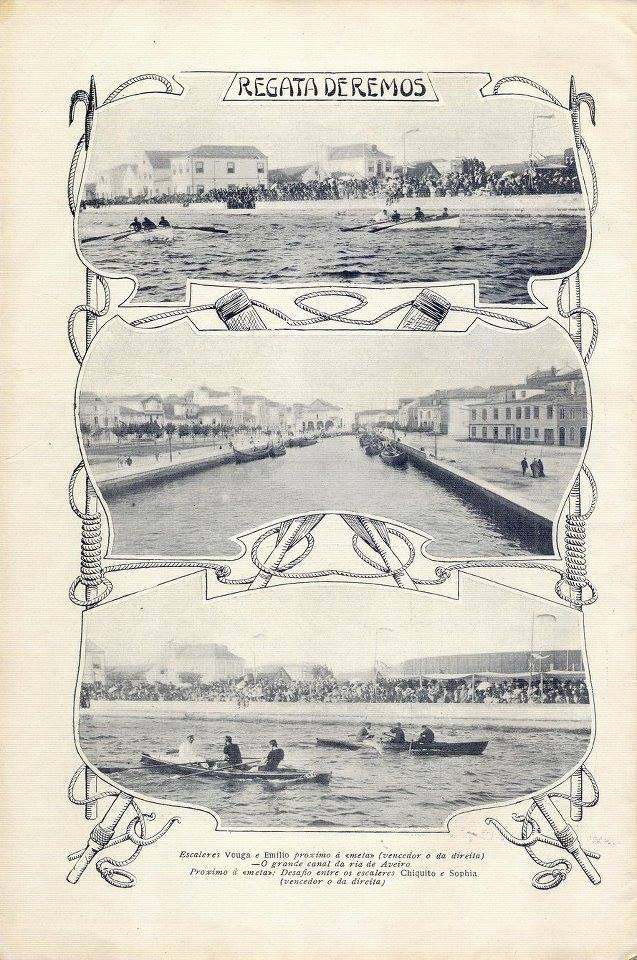
Regata organizada pelo Ginásio Aveirense a 12 de Agosto de 1894

Ginásio Aveirense (Gymnasio Aveirense) foi um clube da cidade de Aveiro , fundado por Mário Ferreira Duarte, que existiu entre finais do século XIX e inícios do século XX. Tendo como modalidades ginástica, futebol, remo, ténis, golfe, ciclismo e automobilismo.
Organizou a primeira corrida automóvel em Portugal, marcada para 1 de Maio de 1898, entre Coimbra e Aveiro, no entanto não se encontram referências a que esta corrida se tenha efectivamente realizado.

## Actividades

### Ciclismo
A 12 de Agosto de 1894 organizou corridas no velódromo de Aveiro englobadas nas festas de homenagem a José Estevão. As provas iniciaram-se pelas 17 horas, com as seguintes categorias e resultados:

###### Preparatória - 3 voltas (1000 metros)
| Nome                  | Clube                               | Posição  |
| --------------------- | ----------------------------------- | -------- |
| Benjamin Braga        | Ginásio de Coimbra                  | ?        |
| José de Mello Júnior  | Ginásio Aveirense                   | ?        |
| Mário Duarte          | Real Club Velocipedista de Portugal | ?        |
| Benedicto Ferreirinha | ---                                 | Vencedor |
| Jayme Coelho          | ---                                 | ?        |
| João de Sousa Gomes   | ---                                 | ?        |
| Araújo Seguier        | ---                                 | 2º Lugar |

###### Local - 4 voltas (1390 metros)
| Nome                       | Clube                               | Posição                     |
| -------------------------- | ----------------------------------- | --------------------------- |
| Francisco Pinto de Almeida | Club Velocipedista do Porto         | caiu ao terminar a 1ª volta |
| João Machado               | Ginásio Aveirense                   | caiu ao terminar a 1ª volta |
| João de Sousa Gomes        | ---                                 | 2º Lugar                    |
| Jayme Coelho               | ---                                 | 3º Lugar                    |
| Mário Duarte               | Real Club Velocipedista de Portugal | Vencedor                    |

###### Resistência - 6 voltas (3000 metros)
| # | Nome                  | Clube              |
| - | --------------------- | ------------------ |
| 1 | Benedicto Ferreirinha | ---                |
| 2 | Araújo Seguier        | ---                |
| 3 | José de Mello Júnior  | Ginásio Aveirense  |
| 4 | Benjamin Braga        | Ginásio de Coimbra |

###### Campeonato do Distrito - 5 voltas (2500 metros)
| # | Nome                     | Clube                                        |
| - | ------------------------ | -------------------------------------------- |
| 1 | Mário Duarte             | Real Club Velocipdista de Portugal           |
| 2 | João de Sousa Gomes      | ---                                          |
| 3 | Baltazar Botelho Salazar | Real Velo Club (hoje Futebol Clube do Porto) |

###### Séniores - 4 voltas (1390 metros)
| # | Nome                  | Clube             | Observações |
| - | --------------------- | ----------------- | --- |
| 1 | Benedicto Ferreirinha | ---               | |
| 2 | Araújo Seguier        | ---               | Devido a uma colisão ocorrida quando Seguier tentou ultrapassar José de Mello, o júri atribuiu o 2º lugar a Seguier |
| 3 | José de Mello Júnior  | Ginásio Aveirense | Devido a uma colisão ocorrida quando Seguier tentou ultrapassar José de Mello, o júri atribuiu o 2º lugar a Seguier |
| 4 | João de Sousa Gomes   | ---               | |

### Futebol
A 13 de Maio de 1894 defronta o Ginásio Coimbra em Aveiro. Tendo as equipas as seguintes formações:
Ginásio Aveirense:
Mário Duarte, captain; G. Calheiros, A. Reis, Paulo Magalhães, Pedro Ferreira, José Lopes, J. L. Corte-Real, Lourenço Osorio, Luiz Lopes, A. Correia e M. Lopes de Almeida
Ginásio Coimbra:
O team G. C. [Ginásio Coimbra] consta, de entre outros, dos seguintes: D. Vicente da Câmara, captain; A. Coelho, Gervásio, Sampaio Duarte, Doria, H. Moura, Caldeira, A. Themundo, etc.
O resultado foi de 2-0 com vitória para a formação conimbricense.
Em 19 de Agosto de 1894 realiza o primeiro jogo entre equipas da região, sendo o adversário o Foot-ballista Ilhavense, de Ílhavo, e o prémio "um magnífico objecto de arte". O jogo repetir-se-ia no ano seguinte, em 1895, terminando este em 0 a 0.
Disputou uma partida contra o Real Velo Club em 1897.

### Ginástica
Em finais do século XIX, o Ginásio dispunha de uma magnífica aparelhagem, onde se executavam exercícios sob vigilância médica e de experientes treinadores, com classes infantis e de adultos. Era considerado o segundo melhor do país, apenas ultrapassado pelo Ginásio Clube Português, de Lisboa.

### Remo
O Ginásio organizou a primeira prova de remo na região, na Costa Nova em 1895. No entanto acabaria por desistir, o que levantou celeuma ao qual escreveu um articulista de Ílhavo: «Então numa terra da beira-mar, um Ginásio com cerca de cem sócios não tem entre eles uma boa dúzia que saiba pegar num remo? Para que diabo gastaram então boa mão-cheia de libras na compra dos barcos?...»

### Outros Eventos
Às 13:15 de 12 de Agosto de 1894, incluída nas festas de homenagem a José Estevão, organizou uma regata, em conjunto com o Real Club Fluvial Portuense.
Da qual saíram vencedores os escaleres Neiva, do Real Club Fluvial Portuense, Mariposa, do Ginásio Aveirense, e Nauta, a bateira Carnot e o barco moliceiro Arreda da Proa.
Organizou e produziu diversas peças teatrais que foram a cena no Teatro Aveirense.

## Fim do Clube
A 2 de fevereiro de 1907 anunciava-se no jornal Campeão das Províncias:
"Corre que o grémio Ginásio expira por estes dias, e que em sua substituição se criará um grémio que irá fundir-se com o Club Mário Duarte."
O mesmo jornal, em 2 de março de 1907, anuncia que ainda se procura dar vida ao Ginásio.
Por fim, na edição de 21 de Agosto de 1907 do referido jornal, na última página, aparece o seguinte anúncio de arrematação:
"Pelo tribunal do comércio desta comarca, cartório do escrivão A. Pinheiro e nos autos de justificação para arresto em que é justificante o Banco de Portugal representado pelos seus agentes nesta cidade e justificado o «Gremyo-gynasio-aveirense» também desta cidade, vão à praça no dia 1º de Setembro próximo pelas 11 horas da manhã à porta de onde se encontra instalado o mesmo Grémio, para serem entregues a quem maior lanço oferecer sobre a sua avaliação, todos os móveis e objectos ali existentes.
Pela presente são citados quaisquer credores incertos para deduzirem os seus direitos. Aveiro, 19 de Agosto de 1907"
De acordo com este jornal, na sua edição de 28 de dezembro de 1907, a maioria do material seria arrematado pelos sócios do Club Mário Duarte, bem como a antiga sede do Ginásio que seria arrendada por estes por um período de 5 anos. Apesar disto, o Club Mário Duarte não é uma continuação do Ginásio Aveirense, este mesmo jornal dá conta, na sua edição de 9 de novembro de 1907, da criação de um novo clube, denominado «Clube D'Aveiro», que aparentava ter esse propósito, no entanto este clube aparenta, pelos dados disponíveis até ao momento, ter sido irrelevante e de pouca dura.

## Nota sobre as referências bibliográficas
Os artigos e livros mencionados neste artigo podem ser consultados na Biblioteca de Aveiro, disponível online através do link http://bibria.cm-aveiro.pt